# Dieci
Dieci je obec v Rumunsku v župě Arad. V roce 2009 zde žilo 1 616 obyvatel. Obec se skládá z pěti vesnic.

## Části obce
- Cociuba
- Crocna
- Dieci
- Revetiș
- Roșia